# Veľké Teriakovce
Veľké Teriakovce jsou obec v okrese Rimavská Sobota v Banskobystrickém kraji na Slovensku. Leží v severní části Rimavské kotliny v údolí řeky Rimavy asi 8 km severozápadně od Rimavské Soboty. Žije zde 865 obyvatel. Rozloha katastrálního území obce činí 22,4 km².
První písemná zmínka o obci pochází z roku 1334.  
Části obce: Krásna, Malé Teriakovce, Veľké Teriakovce, Vrbovce nad Rimavou.

## Kultura a pamětihodnosti

### Památky
- klasicistní evangelický kostel z roku 1790. Věž je ukončena barokní helmicí s laternou.
- Jednolodní gotický evangelický kostel v části Malé Teriakovce z 15. století. V interiéru je dřevěný malovaný strop a empora pocházející z roku 1795.[2]